# Årø
Årø er en dansk ø med 151 indbyggere (2024) og et areal på 5,66 km². Årø er beliggende i Lillebælt ved udmundingen af Haderslev Fjord, ca. 1,5 km fra fastlandet. Sejltiden til Årø er ca. 7 til 8 minutter og der sejles ca. hver time. Fra den 1. maj 1999 har færgen M/F Aarø sejlet fra Årøsund til Årø. En mindre båd, Magda 3, fungerer som reservefærge. Byen på øen er placeret højt og tæt på havnen, der ikke er langt fra det op til 25 meter dybe Årø Sund. Før i tiden fandtes både mejeri, tysk og dansk skole, slagter, købmand, bager, smed og kro på øen.

## Geografi og natur
Øens højeste punkt er 7,6 m over havets overflade, den midterste del består af en lavning, der mod øst og vest er omgivet af højereliggende arealer. Nord- og østkysten er inddiget, mens sydkysten udgøres af en op til 4 meter høj kystklint med en tilhørende forstrand. Mod øst og vest er der dannet krumoddesystemer, der har gjort nogle småøer landfaste med selve Årø. Hovedparten af Årø er enten opdyrket eller udlagt til græsningsarealer. Træbevoksningen udgøres primært af levende hegn langs veje og markskel samt mindre træbevoksninger ved vandhuller og spredte småskove.
Før i tiden var øen tæt bevokset med skov. I nutiden er den største del af øen opdyrket. Der er et rigt plante- og dyreliv.  I Årø by vokser skarntyde, pigæble, peberrod og almindelig bukketorn.
Af fugle kan nævnes blandt mange, knarand, spidsand og mosehornugle. På den nordlige del af øen er der et fugletårn. I vinteren 1996 frøs sundet mellem Årø og Årøsund til, og flere ræve kom over isen. Foruden ræve er der pindsvin, muldvarp, hare, mus, lækat og vildkat.
I sundet mellem Årøsund og Årø lever der desuden marsvin som man kan være heldig at se. De er dog sjældne. Marsvin er de eneste hvaler der lever i Danmark. Tilbage i 1931 var der desuden en blåhval som overlevede i en uge i sundet, indtil den blev dræbt af en gruppe fiskere.
Det 30 ha store Årø Kalv er dannet af materiale, som havstrømmen gennem Lillebælt har gnavet af Årøs sydside. Kalven består af sand og grus i krumme strandvolde med mellemliggende marsklignende dannelser. Den geologiske betegnelse er et krumoddekompleks. De ældste dele er ca. 6.000 år gamle, mens de yngste og yderste er fra i år, og der lægges stadig nyt materiale til mod nord. På strandengene ved Lille og Store Korsø vokser Strand-Malurt, Almindelig Strandkål, Strand-Mandstro og Sandkryb. På Årø Kalv yngler vadefugle  som vibe, strandskade, rødben, klyde og stor præstekrave .
Nord for Årø Kalv ligger den lille ubeboede øgruppe Bastholmene. Øerne er tinglyst ved retten i Haderslev, men hører under Barløse Sogn. Hovedøen Bastholm på 40.000 m² er en næsten rund moræneø med små vandhuller. På nordsiden af øen er der en 2-3 m høj skrænt mod havet, hvorfra øen skråner jævnt mod den sydlige del.
Vegetationen består af marehalm og græs afvekslende med tagrør og nælder. Småholmene på 10 og 20.000 m² kvm  syd for Bastholm er 2 små græsbevoksede øer forbundet af en smal revle, der undertiden overskylles. På øerne yngler især måge- og andefugle, bl.a. stormmåge, sølvmåge, hættemåge, havterne, knopsvane, grågås, gravand, gråand, edderfugl og toppet skallesluger. Af vadefugle yngler hyppigst strandskade og stor præstekrave.

## Bygninger
- Årø Kirke
- Årø Fyr

Årø Kirke er en teglstenskirke. Syd for koret er et sakristi og nord for koret et kapel. Mod vest bærer kirken en lille tagrytter med klokke. Kirken blev indviet i julen 1906 og fik navnet "Julekirken". Før den foregik alle kirkelige handlinger i skolen, mens de døde blev begravet på kirkegården ved Øsby Kirke på fastlandet. Kirken blev bygget på et areal, som en af beboerne Christian Martensen havde stillet til rådighed. Han fik derfor en mindesten stillet på Julekirkens kirkegård. I forbindelse med kirkens restaurering i 1970 blev alterbordet og foden til døbefonten fremstillet af et morbærtræ, som havde vokset på øen.
Aarø fyr er fra 1905. Fyret er et 13 m højt jerntårn. Ved overdragelsen i 1920 var fyret forsynet med spritbrænder. I 1921 blev det forandret til et acetonegasfyr og til fyrkarakter med formørkelser.
Havnen er ændret meget i årenes løb. Fra kun at have haft en træbro, som eneste anløb omkring 1900 tallet, kom der senere en betonbro.
Den 1. august 1985 blev skolen nedlagt og bygningen fungerede som bibliotek til 1989. I dag fungerer den som lejrskole med plads til 30 børn, og bruges af skoler i Haderslev kommune.

## Historie
1789 var der 7 gårde og 15 husmandssteder og 1905 5 gårde. 1978 angives der at være 15 selvstændige landmænd på Aarø, heraf 5 gårdejere, 3 landmænd og 7 husmænd.
1905 var der 26 personer der beskæftigede sig med fiskeri, i 1969 var der 32 personer der beskæftigede sig med fiskeriet og i dag er der 4 aktive fiskekuttere med 6 personer i alt, hjemmehørende på øen, som erhverver sig med fiskeriet og ca. 10 joller bruges af hobbyfiskere.
Øen var Tysklands nordligste ø, og i tiden fra 1864 til 1920 (genforeningen) blev der drevet en del smugleri mellem Årø og Danmark.
Det første dige blev bygget midt på øen i 1868 og forhøjet i 1872. Under den 1. verdenskrig byggede russiske krigsfanger vejen mellem havnen og Aarø By og de nordlige diger. De har siden heddet "Russerdigerne". Diget mod nord fra vejen mellem havnen og byen blev bygget omkring 1930 af arbejdsløse fra Haderslev.
1915 brændte i Aarø By 9 huse og lader ned til grundstenen, men blev senere opført igen.
Indtil 1920 var al bebyggelse samlet omkring Årø by. Først efter 1920 bliver landsbyens jord omstruktureret og flere gårde og marker udflyttes og udskiftes, og øens veje omlægges. I begyndelsen af 1920 oprettes der 17 husmandsbrug, bl.a. på den østlige del af øen som er højtliggende og dermed beskyttet mod oversvømmelse.
Ved folketællingen 1921 var der 275 og 1935 314 indbyggere.
Den 28. december 1941 blev forsamlingshuset Aarøhus indviet.
Før 1965 var der ingen bilfærge til Årø. Der var kun en lille båd til persontransport. Større ting blev sejlet over i pramme. I 1931 – 1965 sejlede en fragtbåd til Haderslev hver mandag og fredag. En gang om ugen sejlede den videre til Assens. Før denne tid fandt turen til Årø sted i robåde. Aarø Færgefart var indtil 1976 privat ejet. I 1976 overtog Haderslev Kommune sejladsen.

## Turisme
Der er to badestrande, den ene ligger umiddelbart syd for havnen, og den anden på den sydlige del af øen. Der er gårdbutik med kød af Gallowaykvæg og salg af garn og strikvarer, saft, kartofler, gulerødder og andet. Desuden findes en vingård med præmievin, cafe, bullade på Brummers gård, campingplads og lystbådehavn med havnekiosk.
Der er privat udlejning og på Aarø gamle Kro udlejes værelser ca. 400 m fra havnen. Af spisemuligheder er der café og en havnegrill.

### Vingården
2004 begyndte en lille vingård på et lille stykke jord på Årø. Det var dog først fra 2007, at der kommercielt blev dyrket druer og fremstillet vine på Årø Vingård. Gården har vundet flere priser og fremstiller tre forskellige slags vine; rødvin, rosé og hvidvin. Den første vin som gården producerede blev tildelt kronprinsparret Kronprins Frederik og Kronprinsesse Mary ved et besøg i Haderslev.